# Noidan
Noidan is een gemeente in het Franse departement Côte-d'Or (regio Bourgogne-Franche-Comté) en telt 89 inwoners (2009). De plaats maakt deel uit van het arrondissement Montbard.

## Geografie
De oppervlakte van Noidan bedraagt 7,9 km², de bevolkingsdichtheid is dus 11,3 inwoners per km².
De onderstaande kaart toont de ligging van Noidan met de belangrijkste infrastructuur en aangrenzende gemeenten.

## Demografie
Onderstaande figuur toont het verloop van het inwonertal (bron: INSEE-tellingen).